# Klášter Horezu
Klášter Horezu (rumunsky Mănăstirea Hurezi) je pravoslavný monastýr v rumunském Valašsku (rum. Oltenia, v župě Vâlcea) na úpatí Jižních Karpat. Klášter dal v roce 90. letech 17. století postavit valašský kníže Constantin Brâncoveanu (1654-1714). Jeho jméno je pravděpodobně odvozeno od křiku sov (rumunsky „huhurezi") žijících v okolních lesích. Na pahorku vystavěný, 3 ha rozlehlý, klášterní komplex byl od roku 1827 vícekrát restaurován. V roce 1993 byl zapsán na seznam světového kulturního dědictví UNESCO.
Je zřejmě nejvýznamnějším příkladem tzv. Brâncoveanského stylu (rumunské renesance). Je známý pro svou architektenickou čistotou a rovnováhou, bohatou sochařskou a kamenickou výzdobu a mnohé nástěnné fresky.

## Fotogalerie

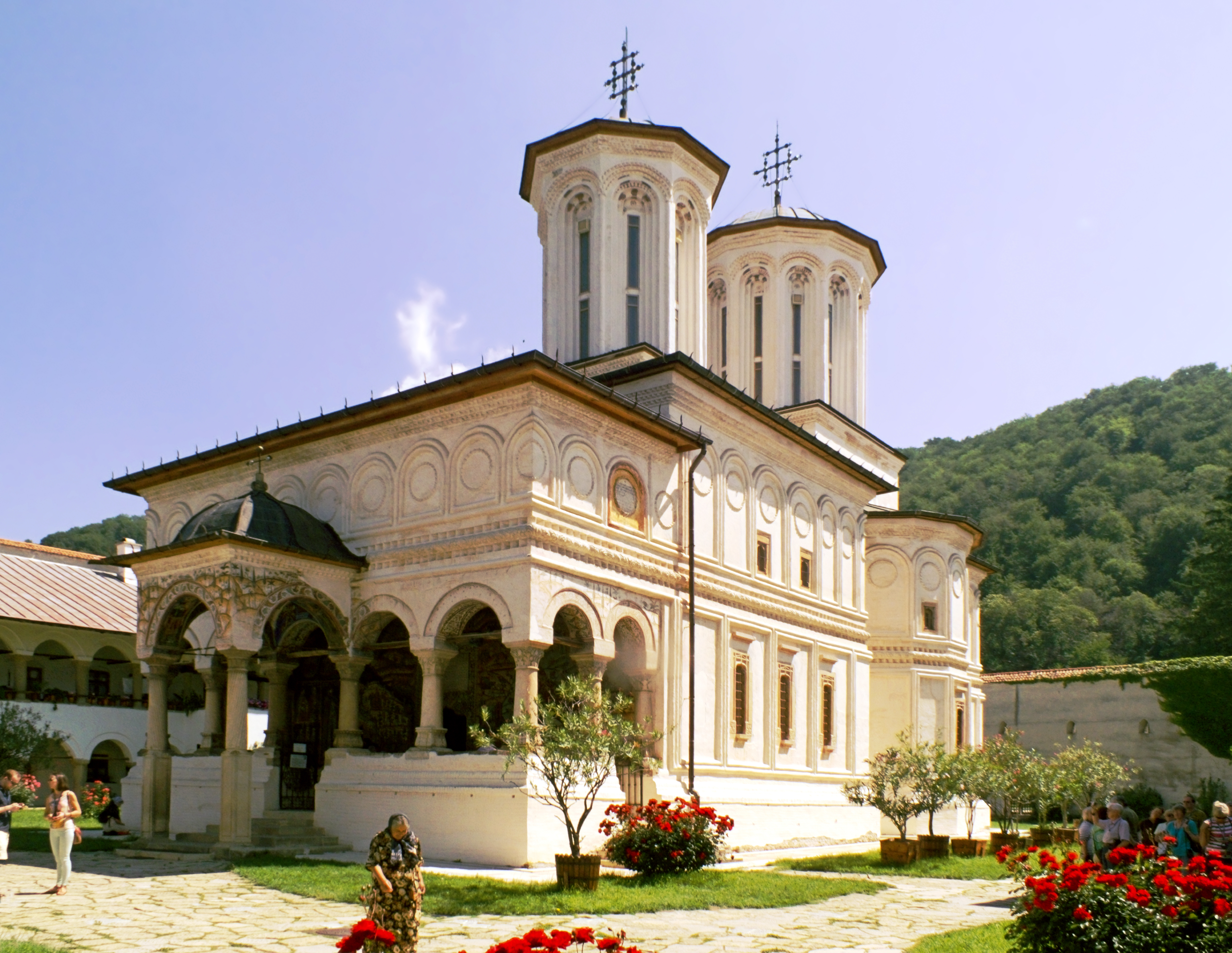
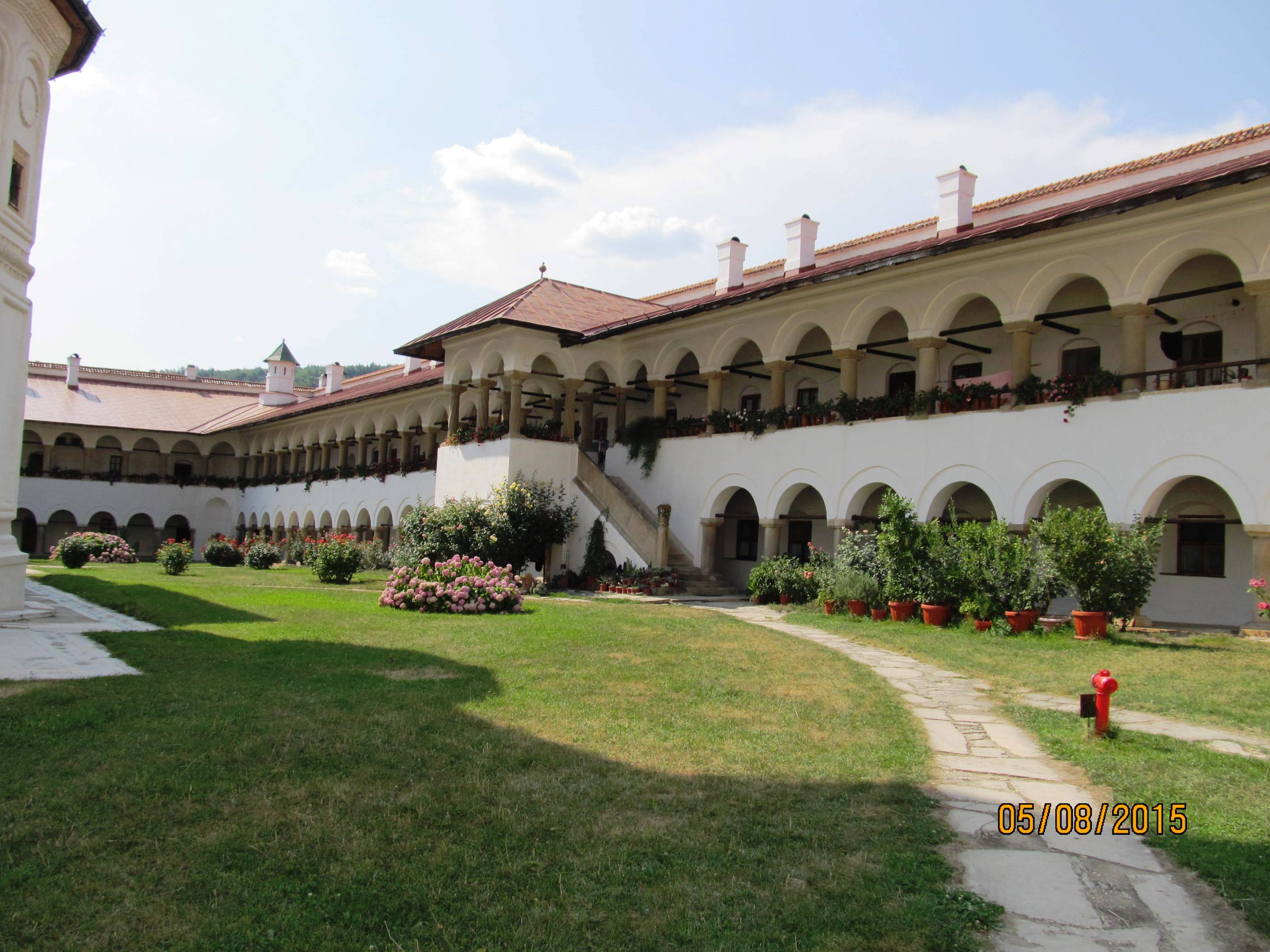
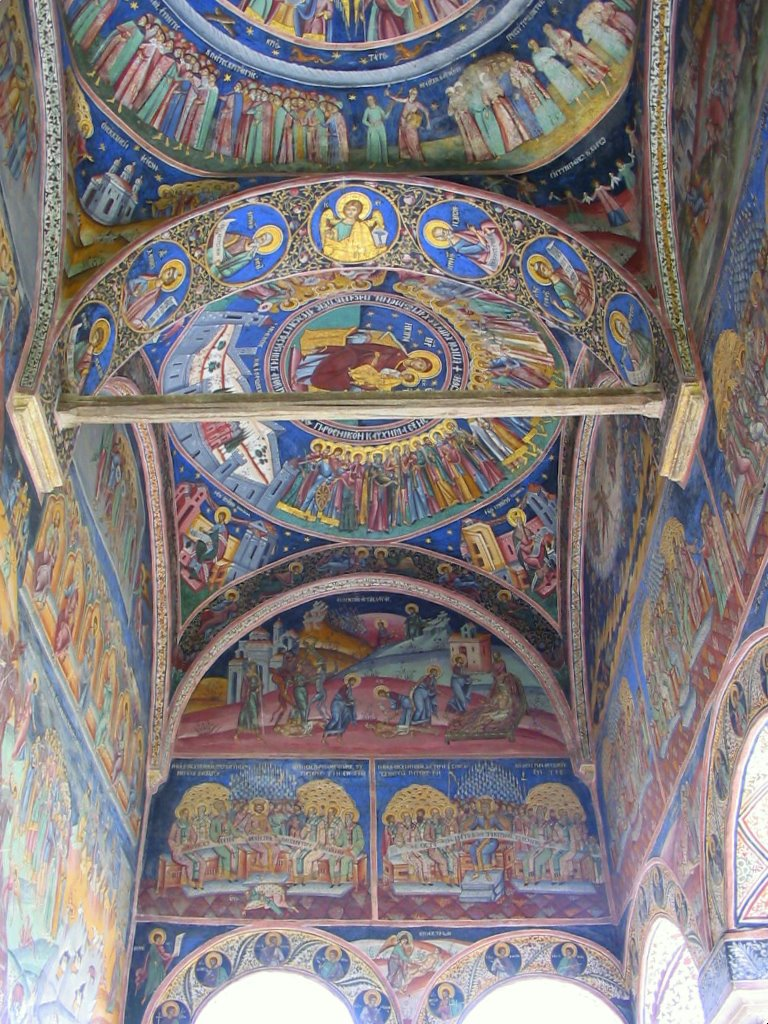
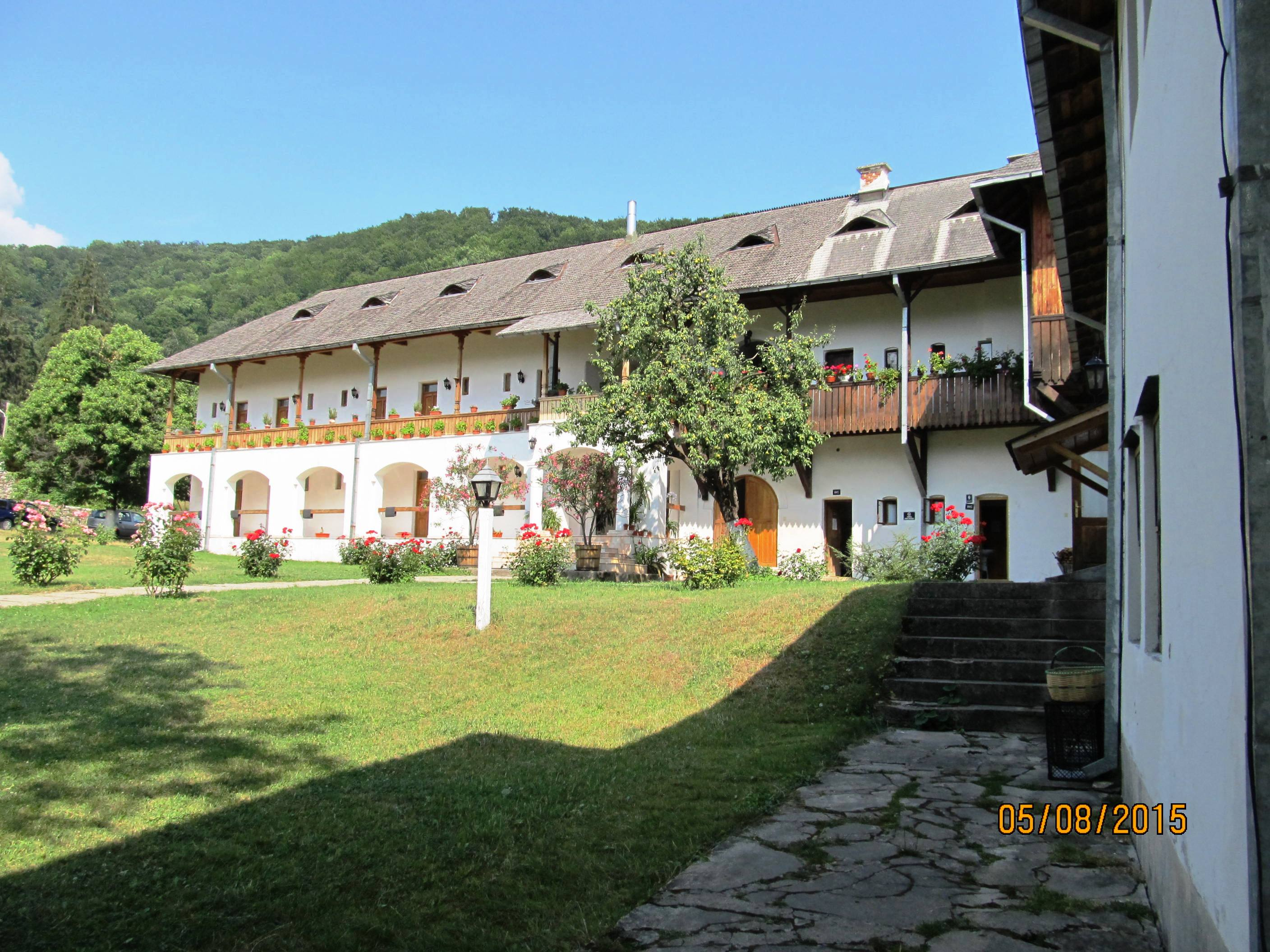
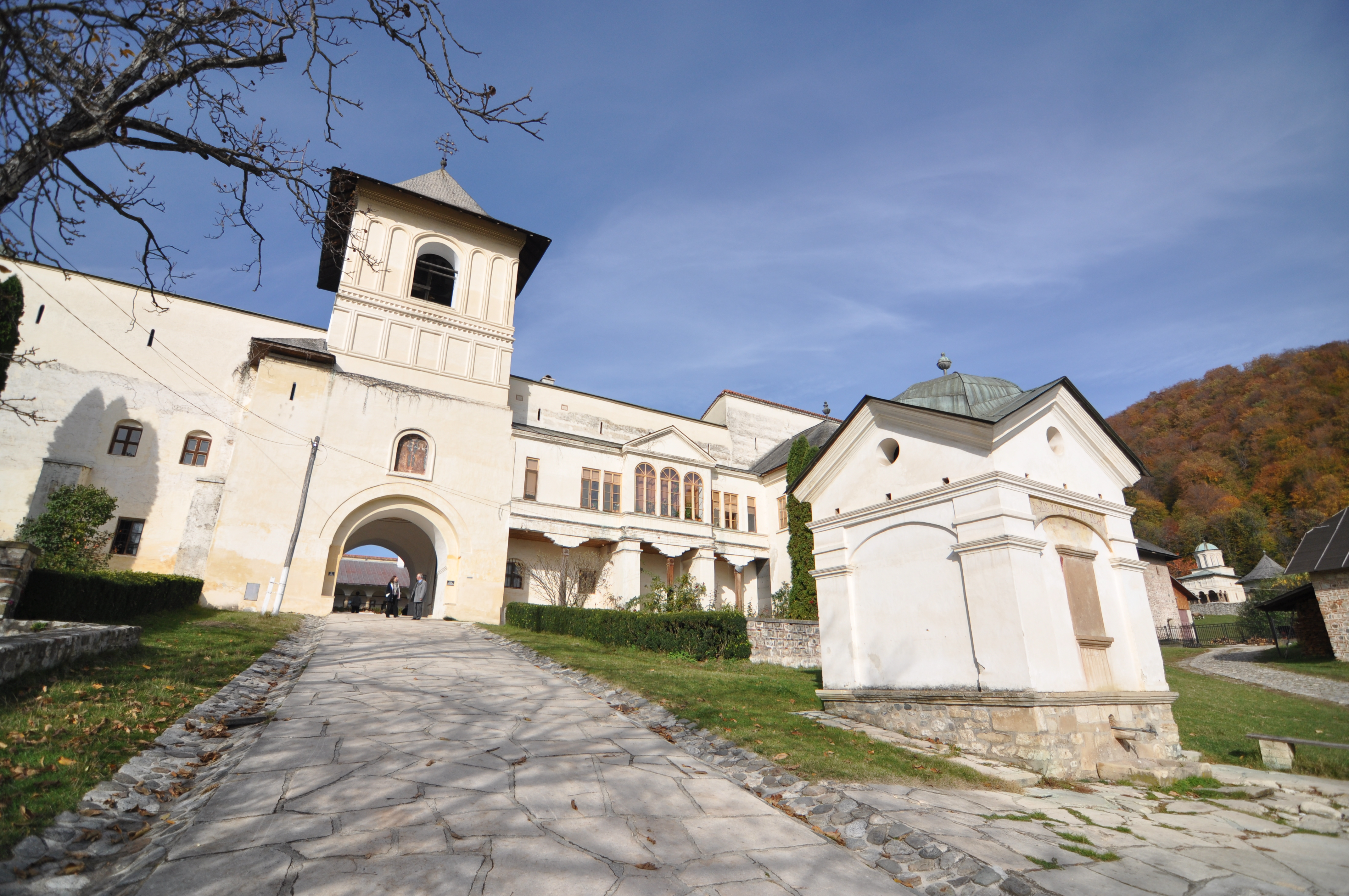